# 잭 윌셔
잭 앤드루 게리 윌셔(Jack Andrew Garry Wilshere, 1992년 1월 1일 ~ )는 잉글랜드의 은퇴한 축구 선수로, 미드필더로 활약했다. 현재 아스널 U-18의 감독을 맡고 있다.

## 클럽 경력
윌셔는 2개월 동안 루턴 타운 축구 학교를 다니다 9살의 어린 나이로 2001년 10월, 아스널 아카데미에 입단하였다. 점차 성장을 하던 그는, 15살의 나이에 잉글랜드 16세 이하 대표팀의 주장이 되었고 18세 이하 대표팀에도 몇 차례 출전하였다. 2007년 여름, 챔피언스 유스 컵에 출전하였으며 잉글랜드로 돌아와선 아스널 아카데미의 감독이었던 스티브 볼드의 도움으로 첼시 U-18 팀을 상대로 첫 U-18 클럽 경기에 출전하였다. 이후 애스턴 빌라 U-18 팀을 상대로 첫 득점을 올렸고 팀은 4-1로 승리를 거두었다. 이어 왓퍼드 U-18 팀을 상대로 해트트릭을 기록하면서 아스널 아카데미가 그룹 A에서 우승을 거두는데 일조하였다.
2008년 2월, 레딩을 상대로 아스널 2군에 데뷔하여 아스널의 유일한 득점을 기록하지만 레딩의 사이먼 처치의 골에 팀은 패배하였다. 또한 U-16 대표팀 소속으로 아탈란타 컵에서 우승하였고 대회 베스트 11에 선정되기도 하였다. 이어 2009년 FA 유스컵 4강 전에서 골을 득점하는 등 아스널이 우승하는 데 도움을 주었다.
이어 결승 1차전 리버풀과의 경기에서 1골 2도움의 활약으로 MVP에 선정되었다.
2008년 7월, 윌셔는 프리 시즌에 친선 경기를 앞두고 1군에 합류하였다. 이어 바넷과의 경기에서 후반전에 헨리 랜스버리와 교체되기 전까지 제이 심슨의 골을 어시스트하는 활약을 보이며 데뷔 무대를 가졌다. 또한 부르겐란트 올스타와의 경기에서 데뷔 골을 기록하였다. 아스널은 10-2로 대승하였다. 2일 뒤의 슈투트가르트 전에서도 득점하며 1군에서 2골을 기록하였다.

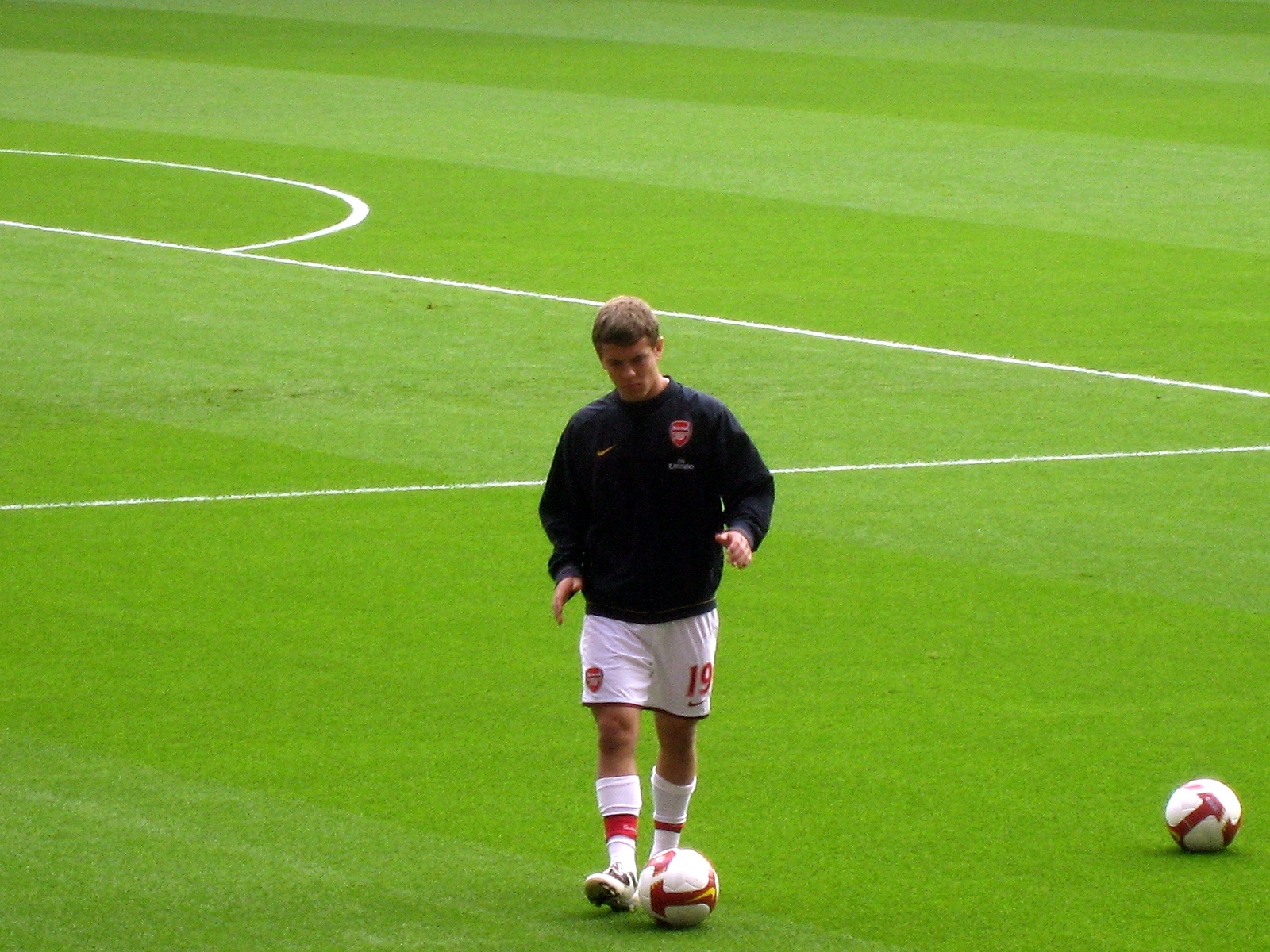
웨스트 브로미치 앨비언과의 경기를 앞두고 몸을 푸는 윌셔

이후 아스널 감독인 아르센 웽거는 윌셔를 2008-09 시즌에 1군 명단에 포함을 시켰고, 19번을 배정받았다. 2008년 9월, 이우드 파크에서 열린 블랙번 로버스와의 프리미어리그 경기에서 84분 로빈 판 페르시를 대신해 교체 투입되며 데뷔전을 가졌다. 16살 256일의 나이로 데뷔를 한 윌셔는 기존 세스크 파브레가스의 기록을 깨고 아스널 최연소 데뷔 선수로 기록되었다. 10일 후인 9월 23일, 윌셔는 셰필드 유나이티드와의 풋볼 리그 컵 경기에서 데뷔 골을 기록하였고 팀은 6-0으로 승리하였다.

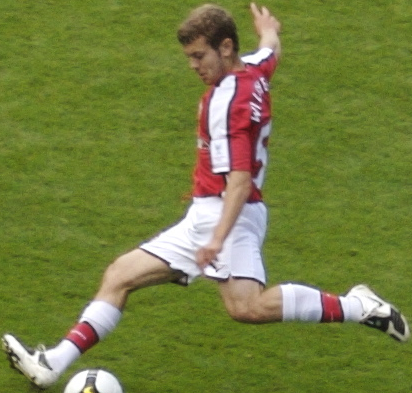
리그 경기 중 윌셔

2008년 11월 25일, 윌셔는 디나모 키예프와의 UEFA 챔피언스리그 경기를 앞두고 후보 명단에 포함되면서, 15번째 챔피언스리그에 출전한 16살 선수로 기록되었다. 2009년 1월, 윌셔는 1군 프로 계약을 맺으며, 같은 해 7월, 계약을 연장하였다.
2009-10 시즌을 앞두고, 윌셔는 두 경기 연속으로 골을 기록하면서 두 경기 MVP에 선정되면서 이어 아스널이 친선 대회인 에미레이트 컵에서 우승하는 데 공헌하였다.
2009년 9월 22일, 윌셔는 웨스트 브로미치 앨비언과의 풋볼 리그 컵 경기에서 선발 출전하여 2-0 승리를 거두었다. 37분 경, 제롬 토마스와의 경합이 일어났는데 이후 토마스는 윌셔의 얼굴을 가격해 퇴장 당하였다. 사건이 일어난 후, 웨스트 브로미치 앨비언의 감독인 로베르토 디 마테오는 윌셔의 무례한 행동으로 인해 토마스가 가격한 것이라고 주장하였다.
2010년 1월 29일, 아스널과 볼턴 원더러스의 공식 홈페이지는 월셔가 2009-10 시즌이 끝날 때까지 볼턴 원더러스로 임대 이적한다고 알렸다. 이어 2월 9일, 맨체스터 시티 원정 경기에서 볼턴 소속으로 첫 리그 경기를 치렀다. 이후 3월 6일, 웨스트 햄 유나이티드와의 리그 경기에서 볼턴 소속으로 첫 골을 득점하였다.
2018년 6월 19일, 17년간 활약했던 아스널에서 떠난다는 공식 발표가 있었다.
2018년 7월 9일, 3년 계약을 맺으며 웨스트햄 유나이티드에 입단했다.

## 국가대표팀 경력
2006년, 처음 잉글랜드 축구 국가대표팀에 발탁되었다. 14살의 나이로 잉글랜드 U-16에 발탁되었으며 15살 때 잉글랜드 U-17에서 뛰었다. 2009년에는 유럽 17세 이하 선수권 대회에 출전하여 첫 2경기 선발 출전과 독일과의 경기에서 부상으로 실려나가기 전까지 놀라운 활약으로 대회 베스트 11에 포함되었다.
또한 그는 잉글랜드 대표팀 감독인 파비오 카펠로로부터 칭찬과 함께 2010년 FIFA 월드컵에 합류할 수 있는 젊은 선수로 지목 받았다. 또한 네덜란드 U-21과의 경기에서 교체 출전하여 잉글랜드 U-21에 데뷔하였다.
2010년 8월 7일 헝가리와의 경기에서 잉글랜드 성인 대표팀에 발탁되어 만18세 나이로 스티븐 제라드와 교체되어 10분가량 뛰며 첫 A매치 신고식을 마쳤다. 잉글랜드 대표팀으로 역대 10번째 최연소 선수였다.

## 사생활
윌셔는 하트퍼드셔에 위치한 스티버니지에서 태어났으며 현재는 하트퍼드셔의 히친에서 부모와 함께 거주한다. 어린 시절 히친에서 자랐는데, 화이트힐 초등학교와 프리어리 학교를 거쳤다. 형제로는 누나 로시 윌셔와 형 톰 윌셔가 있다. 그는 프리어리 학교 축구팀의 선수로서 컨트리 컵, 지역 컵, 전국 대회 컵 4강전 등에 출전하여 38골을 기록하였다.
2010년 8월 말 런던에서 여성 폭력 사건에 연루돼 경찰에 구속되어 선수 생활에 위기를 맞았지만 월셔가 주도자가 아니라 소동을 말렸다는 사실이 밝혀졌고 보석금을 내고 풀려났다.

## 가족
여자친구 로렌 닐(Lauren Neal)과 사이에 첫 아들인 아치 잭 윌셔(Archie Jack Wilshere, 2011년 9월 29일 출생)를 출산하였다.

## 경력 통계

### 클럽
| 클럽                 | 시즌    | 리그 | 리그 | 리그 | FA 컵 | FA 컵 | FA 컵 | 리그 컵 | 리그 컵 | 리그 컵 | UEFA | UEFA | UEFA | 통산 | 통산 | 통산 |
| 클럽                 | 시즌    | 출장 | 득점 | 도움 | 출장  | 득점  | 도움  | 출장    | 득점    | 도움    | 출장 | 득점 | 도움 | 출장 | 득점 | 도움 |
| -------------------- | ------- | ---- | ---- | ---- | ----- | ----- | ----- | ------- | ------- | ------- | ---- | ---- | ---- | ---- | ---- | ---- |
| 아스널               | 2008-09 | 1    | 0    | 0    | 2     | 0     | 0     | 3       | 1       | 1       | 2    | 0    | 0    | 8    | 1    | 1    |
| 아스널               | 2009-10 | 1    | 0    | 0    | 1     | 0     | 0     | 2       | 0       | 0       | 3    | 0    | 0    | 7    | 0    | 0    |
| 볼턴 원더러스 (임대) | 2009-10 | 14   | 1    | 3    | 0     | 0     | 0     | 0       | 0       | 0       | 0    | 0    | 0    | 14   | 1    | 3    |
| 아스널               | 2010-11 | 35   | 1    | 3    | 2     | 0     | 0     | 5       | 0       | 3       | 7    | 2    | 3    | 49   | 3    | 9    |
| 아스널               | 2011-12 | 0    | 0    | 0    | 0     | 0     | 0     | 0       | 0       | 0       | 0    | 0    | 0    | 0    | 0    | 0    |
| 아스널               | 2012-13 | 25   | 0    | 5    | 4     | 1     | 0     | 1       | 0       | 0       | 3    | 1    | 1    | 33   | 2    | 6    |
| 통산                 | 통산    | 76   | 2    | 9    | 9     | 1     | 0     | 11      | 1       | 4       | 15   | 2    | 4    | 111  | 6    | 17   |

### 국가대표
| 국가대표팀 | 년도 | 경기 | 골 | 도움 |
| ---------- | ---- | ---- | -- | ---- |
| 잉글랜드   | 2010 | 1    | 0  | 0    |
| 잉글랜드   | 2011 | 4    | 0  | 1    |
| 잉글랜드   | 2012 | 1    | 0  | 0    |
| 잉글랜드   | 2013 | 1    | 0  | 0    |
| 통산       | 통산 | 7    | 0  | 1    |

## 수상 내역

### 아스널
- 프리미어 아카데미 리그: 2008-09
- FA 유스 컵: 2008-09
- FA 컵: 2013-2014

### 국가대표
- 빅토리 쉴드: 2006, 2007

### 개인
- PFA 올해의 영 플레이어: 2010–11
- PFA 프리미어리그 올해의 팀: 2010–11
- 아스널 올해의 선수상: 2010–11